# Acaena microphylla
Acaena microphylla es una especie de planta del género Acaena, perteneciente a la familia Rosaceae.

## Taxonomía
Acaena microphylla fue descrita por Hook. fil. en 1852.

## Distribución
Se encuentra en el territorio norte y sur de Nueva Zelanda.